# Oberbalm
Oberbalm (toponimo tedesco; fino al XIX secolo Balm) è un comune svizzero di 869 abitanti del Canton Berna, nella regione di Berna-Altipiano svizzero (circondario di Berna-Altipiano svizzero).

## Storia
Oberbalm viene menzionato per la prima volta nel 1128 come "Balmes"; nel XIX secolo ha cambiato denominazione in "Oberbalm" per evitare confusione con Ferenbalm, anch'esso nel Canton Berna.

## Monumenti e luoghi d'interesse

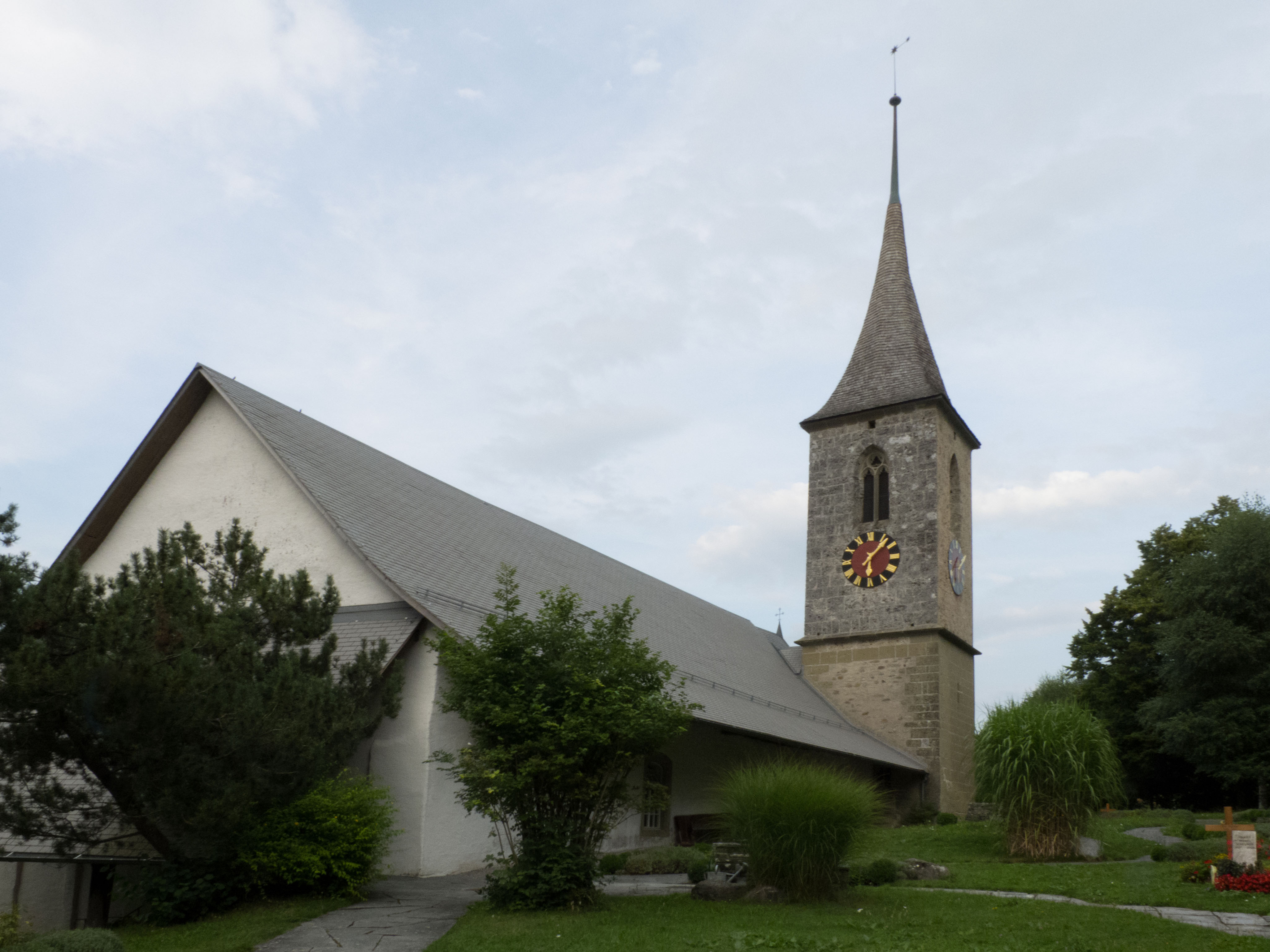
La chiesa riformata

- Chiesa riformata (già di San Sulpicio), eretta prima del 1215 e ricostruita nel 1517-1527[1].

## Società

### Evoluzione demografica
L'evoluzione demografica è riportata nella seguente tabella:
Abitanti censiti

## Amministrazione
Ogni famiglia originaria del luogo fa parte del cosiddetto comune patriziale e ha la responsabilità della manutenzione di ogni bene ricadente all'interno dei confini del comune.